# مرکز منطقه‌ای آموزش نظام مراقبت اچ‌آی‌وی/ایدز
مرکز منطقه‌ای آموزش نظام مراقبت  HIV/ایدز به عنوان اولین مرکز آموزش نظام مراقبت، پایش و ارزشیابی اچ‌آی‌وی و ایدز در منطقه مدیترانه شرقی(EMRO) در  بهمن ماه سال ۱۳۸۷ در دانشگاه علوم پزشکی کرمان تأسیس شد.
این مرکز دارای تفاهم‌نامه همکاری با دفتر منطقه‌ای سازمان بهداشت جهانی در منطقه مدیترانه شرقی، دفتر برنامه مشترک ملل متحد در برابر ایدز (UNAIDS)، وزارت بهداشت، درمان و آموزش پزشکی، انستیتو پاستور ایران و  مرکز تحقیقات ایدز است و با مرکز آموزش مراقبت ایدز کرواسی و دفتر یونیسف و دفتر توسعه سازمان ملل متحد (UNDP) همکاری نزدیک دارد.
مرکز منطقه‌ای آموزش نظام مراقبت HIV/ ایدز، بعد از مرکز آموزش مراقبت ایدز کرواسی، دومین مرکز از این نوع در دنیا می‌باشد که با حمایت مستقیم سازمان بهداشت جهانی برای افزایش توانایی‌های منطقه مدیترانه شرقی تشکیل شده‌است.
مرکز منطقه‌ای آموزش نظام مراقبت HIV/ ایدز با هدف فراهم سازی زمینه مناسب جهت برنامه‌ریزی، ظرفیت‌سازی و تولید اطلاعات راهبردی در زمینه  اچ آی وی و ایدز تأسیس شده‌است.  بر اساس تفاهم نامه‌های امضاء شده، این مرکز علاوه بر پاسخگویی به نیازهای آموزشی کارشناسان اچ آی وی و ایدز در ایران و مراقبت، پایش و ارزشیابی وضعیت اچ آی وی در کشور، به کشورهای منطقه مدیترانه شرقی و کشورهایی که دارای اپیدمی اچ آی وی و ایدز مشابه ایران هستند نیز مشاوره و آموزش‌های لازم را ارائه می‌دهد.
این مرکز همچنین وظیفه فراهم سازی اطلاعات درست و دانش به روز برای مسوولان و کارشناسان ایران و منطقه مدیترانه شرقی، بهبود تبادل اطلاعات، ارتقاء سطح علمی موسسات و سازمانهای مرتبط در منطقه و پاسخگویی مناسب به نیازهای کارشناسان ذی‌ربط در حوزه‌های مراقبت، پایش و ارزشیابی اچ آی وی و ایدز را به عهده دارد. دستیابی به این منابع اطلاعاتی، به سرویس‌های خدمت‌رسان کمک می‌کند تا در جهت بهبود خدمات خود به بیماران  تحت پوشش اقدام کنند.
با توجه به توان و دانش فنی و ارتباط مؤثر با سایر کارشناسان حوزه اچ آی وی/ ایدز، این مرکز تا کنون به موفقیت‌های زیادی در زمینه اجرای پروژه‌های ملی و برگزاری دوره‌های آموزشی بین‌المللی دست یافته‌است.

## تفاهم نامه‌ها

### تفاهم نامه همکاری با سازمان بهداشت جهانی (WHO) و وزارت بهداشت
در راستای طراحی و اجرای نظام مراقبت اچ آی وی  و برنامه‌های پایش و ارزشیابی و دستیابی به اهداف و سیاست‌های سازمان بهداشت جهانی در ایران و منطقه مدیترانه شرقی، مرکز منطقه‌ای آموزش نظام مراقبت HIV/ ایدز متعهد شده‌است تا با فراهم نمودن امکانات لازم جهت برگزاری دوره‌های آموزشی و تهیه منابع آموزشی، در جهت اجرای مؤثرتر این برنامه‌ها همکاری داشته باشد و دفتر منطقه‌ای سازمان بهداشت جهانی نیز متعهد به حمایت‌های مادی و معنوی از این مرکز شده‌است.

### تفاهم نامه همکاری با دفتر برنامه مشترک ملل متحد در در برابر  ایدز (UNAIDS) در ایران و وزارت بهداشت
این تفاهم نامه در راستای افزایش توانایی‌ها و ظرفیت ایران در تولید و استفاده از اطلاعات راهبردی در پایش همه‌گیری اچ‌آی‌وی/ ایدز و پاسخ ملی به این همه‌گیری منعقد شده‌است. طرف‌های امضاکنندهٔ این تفاهم‌نامه متعهد شده‌اند تمامی تلاش خود برای بسیج منابع مورد نیاز جهت عملیاتی کردن نقشهٔ راه و تولید و نشر اطلاعات راهبردی به‌کار گیرند.

### تفاهم نامه همکاری با انستیتو پاستور ایران
انستیتو پاستور ایران یکی از فعال‌ترین مراکز تحقیقات ایران بخصوص در زمینه‌های بیولوژیکی و مولکولی است. بخش ایدز انستیتو پاستور در موارد تشخیص آزمایشگاهی، مقاومت‌های دارویی و سایر مسایل مرتبط با  اچ آی وی بسیار فعال است. بنا بر مفاد این تفاهمنامه، مرکز منطقه‌ای آموزش نظام مراقبت  HIV/ ایدز از توانمندی‌ها و تجارب انستیتو پاستور ایران در زمینه‌های آموزشی و پژوهشی مرتبط با تشخیص اچ آی وی و ایدز کمک خواهد گرفت.

### تفاهم نامه همکاری با مرکز تحقیقات ایدز ایران
مرکز تحقیقات ایدز ایران، یکی از مرکز اصلی تحقیقات بالینی  اچ آی وی و ایدز در ایران است. آزمون‌های بالینی در مورد داروهای جدید، پیگیری افراد  اچ آی وی مثبت و ارزیابی ارائه خدمات بالینی جزو اصلی‌ترین فعالیت‌های این مرکز است. همکاری مرکز منطقه‌ای آموزش نظام مراقبت HIV/ ایدز و مرکز تحقیقات ایدز ایران جهت بررسی و شناخت  همزمان جنبه‌های بالینی و اپیدمیولوژیکی عفونت  اچ آی وی و بهبود متدولوژی طرح‌های تحقیقی ثمر بخش خواهد بود.

### تفاهم نامه همکاری با سایر مراکز
این مرکز در حال بررسی و نهایی کردن انعقاد قرارداد با چندین مرکز تحقیقاتی دیگر در داخل و خارج از کشور است.

## فعالیت‌ها

### برگزاری دوره‌های آموزشی در رابطه با نظام مراقبت، پایش و ارزشیابی  اچ آی وی
یکی از اهداف اصلی مرکز، برگزاری کارگاه‌های آموزشی در زمینه طراحی و اجرای برنامه‌های نظام مراقبت، پایش و ارزشیابی  در سطح ملی و بین‌المللی می‌باشد

### ارائه مشاوره‌های فنی و تخصصی به مرکز مدیریت بیماری‌های واگیر وزارت بهداشت، دانشگاهیان و محققان کشور
مرکز منطقه‌ای آموزش نظام مراقبت HIV/ ایدز می‌کوشد تا به عنوان عضوی فعال در کمیته کشوری  اچ آی وی  و ایدز، مسوولان را در اخذ تصمیمات بهتر و مؤثرتر یاری رساند و بومی سازی راهبردهای پیشنهادی سازمان بهداشت جهانی و دفتر برنامه مشترک ملل متحد در برابر ایدز را در برنامه‌ریزی و اجرای نظام مراقبت، پایش و ارزشیابی  اچ آی وی دنبال می‌نماید.

### اجرای طرح‌های ملی مرتبط با مراقبت، پایش و ارزشیابی  اچ آی وی و ایدز در کشور
مرکز منطقه‌ای آموزش نظام مراقبت  HIV/ ایدز مجری چندین طرح ملی است:
- طراحی و مدل سازی ایدز در کشور برای سال‌های ۱۳۸۸ تا ۱۳۹۴
- اجرای نظام مراقبت رفتاری و سرولوژیکی در زندانیان ایران
- اجرای نظام مراقبت رفتاری و سرولوژیک  اچ آی وی و ایدز در زنان تن‌فروش کشور
- اجرای نظام مراقبت عوامل خطر رفتاری و بیولوژیک عفونت  اچ آی وی در مصرف کنندگان مواد به روش تزریقی در کشور
- آنالیز وضعیت اچ آی وی/ ایدز در کشور
- پروژه بررسی راه‌های  انتقال اچ آی وی در کشور
- اجرای روش اندازه‌گیری شبکه(Network scale up)
- اجرای نظام مراقبت سرولوژیکی و رفتاری  اچ آی وی در زنان تن‌فروش شهر کرمان به روش نمونه گیری نهان
- طراحی نقشه راه نظام مراقبت، پایش و ارزشیابی  اچ آی وی  و ایدز در کشور

## انتشارات
- تألیف کتاب راهنمای اجرای نظام مراقبت در جمعیت‌های پر خطر
- چاپ فکت شیت‌های آموزشی
- مقالات علمی

همکاری در طراحی نظام مراقبت رفتاری و سرولوژیکی در کشورهای همسایه
ایجاد بانک اطلاعاتی کارشناسان و مشاوران حوزه اچ آی وی و ایدز

## وب‌سایت
وب‌سایت مرکز با هدف ایجاد ارتباط متقابل با محققان موسسات ایرانی و بین‌المللی و همچنین ارتباط مؤثرتر با مسوولینی که به نوعی با این موضوع درگیر هستند، ایجاد شده‌است. این پایگاه در حال حاضر به دو زبان فارسی و انگلیسی طراحی شده‌است ولی حجم اطلاعات بخش انگلیسی، بسیار بیشتر است و پوشش وسیع تری دارد. اطلاعات هر بخش از نظر گزینه‌های اصلی، شیوه ارائه اطلاعات و کیفیت اطلاعات نیز متفاوت است. در این پایگاه کاربران می‌توانند عضو سایت شوند و مطالبی که  به صورت دوره‌ای در سایت قرار می‌گیرند، مانند فکت شیت‌ها و اخبار، به‌طور رایگان برای آنان ارسال گردد. کاربران می‌توانند مباحث مطرح شده در ژورنال کلاب‌ها را نیز از این طریق دریافت کنند.

## مراکز همکار داخلی و بین‌المللی
- اداره ایدز و بیماری‌های آمیزشی وزارت بهداشت، درمان و آموزش پزشکی
- اداره پیشگیری و کاهش  آسیب اختلالات مصرف مواد وزارت بهداشت درمان و آموزش پزشکی
- مرکز تحقیقات بهره‌برداری از دانش سلامت (دانشگاه علوم پزشکی تهران)
- دفتر برنامه مشترک ملل متحد در برابر ایدز (UNAIDS) در ایران
- مرکز تحقیقات ایدز ایران (دانشگاه علوم پزشکی تهران)
- انستیتو روانپزشکی تهران (دانشگاه علوم پزشکی ایران)
- دفتر صندوق کودکان ملل متحد(UNICEF) در ایران
- دفتر برنامه توسعه ملل متحد (UNDP)در ایران
- وزارت بهداشت، درمان و آموزش پزشکی
- مرکز آموزش نظام مراقبت کرواسی
- موسسه ملی تحقیقات سلامت
- سازمان بهداشت جهانی
- انستیتو پاستور ایران